# Władysław Duczko
Władysław Duczko (ur. 21 lutego 1946 w Białymstoku, zm. 11 marca 2025) – polski archeolog działający w Szwecji i Polsce, specjalizujący się w dziejach i sztuce wczesnośredniowiecznej Skandynawii, Europy Wschodniej, Polski oraz Bizancjum.

## Życiorys
Studiował archeologię powszechną na Uniwersytecie Warszawskim, a po emigracji do Szwecji w roku 1969 – archeologię skandynawską i historię sztuki na Uniwersytecie Uppsalskim oraz numizmatykę na Uniwersytecie Sztokholmskim. W 1986 roku obronił w Instytucie Archeologii w Uppsali doktorat na temat ozdób odkrytych w grobach Birki, słynnego wikińskiego ośrodka rzemieślniczo-handlowego, gdzie w roku 1979 prowadził badania wielkiego kopca na stanowisku Orknösen. W 1990 roku został docentem na Uniwersytecie Uppsalskim. Przez wiele lat wchodził w skład Birkakommité, komitetu przy Królewskiej Szwedzkiej Akademii Literatury, Historii i Starożytności opracowującego i publikującego zabytki z Birki. Z kolei jako bizantynista był przez siedem lat przewodniczącym Szwedzkiego Towarzystwa Bizantologicznego.
W latach 90. XX wieku kierował badaniami wykopaliskowymi najważniejszego wczesnośredniowiecznego stanowiska środkowej Szwecji – Starej Uppsali (Gamla Uppsala), centrum kultowo-politycznego państwa Sweów. Międzynarodowe uznanie świata naukowego oraz rozgłos w gronie miłośników wikingów przyniosła mu książka Viking Rus (2004, pol. wyd. Ruś wikingów 2006), nowatorsko omawiająca kwestię osadnictwa Skandynawów w Europie Wschodniej oraz sprawę wikińskich korzeni państwowości ruskiej. Została opublikowana w serii The Northern World, wchodzącej w skład prestiżowej kolekcji naukowych dzieł historycznych wydawanych przez holenderską oficynę Brill. Za polską edycję książki autor został uhonorowany Nagrodą Klio (nagroda I stopnia w kategorii autorskiej).
W 2005 roku wrócił do Polski, aby na zaproszenie profesora Jerzego Gąssowskiego wykładać archeologię na Wyższej Szkole Humanistycznej, następnie Akademii Humanistycznej im. Aleksandra Gieysztora w Pułtusku, gdzie sprawował funkcję kierownika Katedry Archeologii i Antropologii Wydziału Historycznego. W 2006 roku uzyskał stopień naukowy doktora habilitowanego. Od 2013 roku kierował grantami naukowymi dotyczącymi badań nad pochodzeniem srebra w przedmiotach ze skarbów wczesnośredniowiecznych znajdowanych na terenie Polski oraz nad technologiami wyrobu ozdób zachodniosłowiańskich ze skarbów polskich i skandynawskich. Do roku 2017 opublikował kilka książek i ponad 100 artykułów naukowych (w siedmiu językach: polskim, szwedzkim, duńskim, norweskim, angielskim, niemieckim, rosyjskim) dotyczących przede wszystkim dawnej Skandynawii oraz stosunków skandynawsko-słowiańskich.
Był zwolennikiem koncepcji, że chrzest Mieszka I odbył się dopiero w 968 r. lub nawet później.

## Publikacje
Książki:
- The filigree and granulation work of the Viking Period. An analysis of the material from Björkö, seria Birka t. V, wyd. Almquist & Wiksell, Stockholm 1985 (praca doktorska)
- Viking Rus. Studies on the presence of Scandinavians in Eastern Europe, kolekcja History, seria The Northern World, wyd. Brill, Leiden–Boston 2004 (praca habilitacyjna); polskie wydanie: Ruś wikingów. Historia obecności Skandynawów we wczesnośredniowiecznej Europie Wschodniej, tłum. N. Kreczmar, wyd. Trio, Warszawa 2006[4]
- Moce wikingów. Tom I: Światy i zaświaty wczesnośredniowiecznych Skandynawów, kolekcja Europa barbarzyńców, Instytut Wydawniczy Erica, Warszawa 2016[5]

Artykuły
- Arkeologi och miljögeologi i Gamla Uppsala. Studier och rapporter 1, seria Occasional Papers in Archaeology (OPIA) t. 7; 11, Uppsala 1993; 1996 (jako redaktor, a także autor piętnastu rozdziałów)
- Kungar, thegnar, Tegnebyar, juveler och silverskatter. Om danskt inflytande i Sverige under senvikingatid, „Tor” 27:2, Uppsala 1995
- Byzantine Presence in Viking Age Sweden – Archaeological Finds and their Interpretation, w: Rom und Byzanz im Norden. Internationale Fachkonferenz, Kiel, 18–25 September 1994, Stuttgart 1997
- Real and Imaginary Contributions of Poland and Rus to the Conversion of Sweden, w: Early Christianity in Central Europe, ed. P. Urbańczyk, Warsaw 1997[6]
- Gamla Uppsala – svearnas maktcentrum i äldre och nyare forskning, w: „...Gick Grendel att söka det höga huset...”. Arkeologiska källor till aristokratiska miljöer i Skandinavien under yngre järnålder, seria Hallands Länsmuseers Skriftserie t. 9/GOTARC C, podseria Arkeologiska Skrifter t. 17, Halmstat 1997
- Viking Sweden and Islam – an Archaeological View, w: Byzantium and Islam in Scandinavia. Papers of the Symposium held at Uppsala, 15–16 June 1996, Göteborg 1998
- Continuity and transformation: the tenth century AD in Sweden, w: The neighbours of Poland in the 10th century, ed. P. Urbańczyk, Warszawa 2000[7]
- Obecność skandynawska na Pomorzu i słowiańska w Skandynawii we wczesnym średniowieczu, w: Salsa Cholbergiensis. Kołobrzeg w średniowieczu, red. L. Leciejewicz, M. Rębkowski, Kołobrzeg 2000[8]
- Year 1000 – Point of no return for the Early Medieval Swedish Kingdom, w: Europe around the Year 1000, ed. P. Urbańczyk, Warsaw 2001[9]
- Test or Magic? Pecks on Viking-Age Silver, w: Moneta mediaevalis. Studia numizmatyczne i historyczne ofiarowane Profesorowi Stanisławowi Suchodolskiemu w 65. rocznicę urodzin, red. R. Kiersnowski i inni, Warszawa 2002[10]
- The fateful hundred years: Sweden in the eleventh century, w: The neighbours of Poland in the 11th century, ed. P. Urbańczyk, Warszawa 2002[11]
- The missionary phase of Christianisation in Denmark and Sweden, w: Christianization of the Baltic Region, seria Castri Dominae Nostrae Litterae Annales t. I, Pułtusk 2004[12]
- Król Anund, rebelia Sveów i kometa Halleya. Źródła pisane, archeologiczne i astronomiczne do jednego wydarzenia z lat 830, w: Ad fontes. O naturze źródła historycznego, seria Acta Universitatis Wratislaviensis t. 2675, podseria Historia t. CLXX, Wrocław 2004[13]
- Zebrać, zdeprecjonować, schować i zapomnieć. O skarbach srebrnych Skandynawii okresu wikingów, „Wiadomości Numizmatyczne” rok XLIXZ, 2 (180), Warszawa 2005
- Odyn z białym niedźwiedziem. Jak działał mechanizm daru w jedenastowiecznej Skandynawii, w: Do, ut des – dar, pochówek, tradycja, seria Funeralia Lednickie t. 7, Poznań 2005[14]
- Genom Mikołaja Kopernika i księgozbiór astronoma w Uppsali, w: Warmińska Kapituła Katedralna – Dzieje i wybitni przedstawiciele, Olsztyn 2010[15]
- Akulturacja, w: Badania nad przeszłością społeczną. Podstawy konceptualizacji z perspektywy archeologicznej, red. S. Tabaczyński i inni, Poznań 2012
- Reach consensus then make war. Politics of alliances in the 12th century Scandinavia, w: Consensus or Violence? Cohesive forces in early and high medieval societies (9th–14th c.), ed. S. Moździoch, P. Wiszewski, seria Interdisciplinary Medieval Studies t. I, Wrocław 2013[16]
- With Vikings or without? Scandinavians in Early Medieval Poland. Approaching an old problem, w: Scandinavian Culture in Medieval Poland, ed. S. Moździoch, B. Stanisławski, P. Wiszewski, seria Interdisciplinary Medieval Studies t. II, Wrocław 2013[17]
- Viking-age Wolin (Wollin) in the Norse context of the southern coast of the Baltic Sea, „Scripta Islandica” 65, Uppsala 2014
- Tworzenie królestwa Svitjod-Svearike w wizjach historiografii i archeologii szwedzkiej, w: Instytucja „wczesnego państwa” w perspektywie wielości i różnorodności kultur, red. J. Banaszkiewicz, M. Kara, H. Mamzer, Poznań 2015[18]
- Status and Magic. Ornaments used by the Bodzia Elites, w: Bodzia. A Late Viking-Age Elite Cemetery in Central Poland, wyd. Brill, Leiden–Boston 2015; rozbudowana polska wersja: Status i magia. Ozdoby elit pochowanych w Bodzi, w: Bodzia. Elitarny cmentarz z początków państwa polskiego, red. A. Buko, Warszawa 2016[19]